# Team Aguri
Team Aguri Formula E Team est une ancienne écurie japonaise de Formule E fondée en 2014 par l'ancien pilote de Formule 1 Aguri Suzuki. À l'issue du Championnat de Formule E FIA 2015-2016, Suzuki vend son écurie à China Media Capital, qui la rebaptise Techeetah.

## Résultats en championnat de Formule E FIA
| Saison    | Écurie                     | Pilotes                                                                          | Nombre de e-prix | Points | Classement |
| --------- | -------------------------- | -------------------------------------------------------------------------------- | ---------------- | ------ | ---------- |
| 2014-2015 | Amlin Aguri Formula E Team | Takuma Satō Katherine Legge António Félix da Costa Sakon Yamamoto Salvador Durán | 11               | 66     | 7e         |
| 2015-2016 | Team Aguri                 | António Félix da Costa Nathanaël Berthon René Rast Salvador Durán Ma Qing Hua    | 10               | 28     | 8e         |